# Людина біля вікна
«Людина біля вікна» — російський художній фільм 2009, знятий режисером Дмитром Месхієвим. У головній ролі — народний артист Російської Федерації Юрій Стоянов. Картина знімалася в 2009 році в Санкт-Петербурзі
е

## Синопсис
Александру Дронову уже перевалило за полтинник, а успех в жизни так и не пришел. Серые будни с женой, сын покинул родительский дом, а карьера осталась не построенной. Но, несмотря на все жизненные неурядицы, у Александра есть возможность менять судьбы людей, подсказывая им нужные слова. Однако помогая другим, так хочется, чтобы однажды кто-то помог тебе самому.

## Ролі
| Актор                 | Роль                     |
| --------------------- | ------------------------ |
| Юрій Стоянов          | Олександр Дронов         |
| Марія Звонарьова      | Ірина Дронова            |
| Сергій Гармаш         | Борис Казанцев           |
| Христина Кузьміна     | фотожурналістка Соня     |
| Володимир Вдовиченков | друг Соні Стас           |
| Сергій Козик          | слідчий Денис Михайлович |
| Сергій Власов         | майор міліції            |
| Маргарита Бичкова     | акторка Люся             |
| Андрій Аксьонов       | монтувальник сцени       |
| Наталя Височанська    | Гримерша                 |
| Дмитро Луговкін       | рейдер                   |
| Віктор Бабич          | водій                    |
| Павло Харізанов       | міліціонер               |
| Віталій Коваленко     | актор                    |
| Сергій Мучеників      | лікар-УЗІст              |
| Олена Радевич         | дівчина біля театру      |

## Знімальна група
- Режисер-постановник — Дмитро Месхієв
- Сценарист — Ілля Тилькин
- Продюсер — Сергій Шумаков, Сергій Мелькумов, Дмитро Месхієв
- Композитор — Юрій Потєєнко
- Оператор-постановник — Сергій Мачильський